# 1155

## Събития
- 18 юни – Фридрих I Барбароса е коронясан за германски император и крал на Свещената Римска империя.

## Починали
- Хуго I (Водемон) – граф на Водемон